# Halodiplosis anabasidigemmae
Halodiplosis anabasidigemmae är en tvåvingeart som beskrevs av Fedotova 1989. Halodiplosis anabasidigemmae ingår i släktet Halodiplosis och familjen gallmyggor.
Artens utbredningsområde är Kazakstan. Inga underarter finns listade i Catalogue of Life.